# Bahnstrecke Finspång–Lotorp
| Bahnhof Finspång (2011) |                             |                                            |                                            |
| Streckennummer: | FgLpJ                       |                                            |                                            |
| Streckenlänge: | 8 km                        |                                            |                                            |
| Spurweite: | 891 mm (schwed. 3-Fuß-Spur) |                                            |                                            |
| Maximale Neigung: | 16,67 ‰                     |                                            |                                            |
| Minimaler Radius: | 270 m                       |                                            |                                            |
| Streckengeschwindigkeit: | 25 km/h                     |                                            |                                            |
| |                             |                                            |                                            |
| \| \| \| Bahnstrecke Pålsboda–Finspång von Pålsboda \| \| \| \| \| Bahnstrecke Finspång–Norsholm von Norsholm \| \| \| \| 0,0 \| Finspång (früher Pers.-Halt) \| Finspång (früher Pers.-Halt) \| \| \| \| Finspångsån \| \| \| \| 1,8 \| Finspångs tegelbruk \| Finspångs tegelbruk \| \| \| 4,0 \| Butbro (Butbrosågen) \| Butbro (Butbrosågen) \| \| \| \| Lotorpsån \| \| \| \| 5,6 \| Lotorpsbruk \| Lotorpsbruk \| \| \| 6,1 \| Lotorp \| Lotorp \| \| \| 7,5 \| Hålldamnbron \| Hålldamnbron \| \| \| 8,0 \| Ast. Nävsjön[1] – ca. 800 m \| Ast. Nävsjön[1] – ca. 800 m \| \| \| 8,1 \| Yxviken \| Yxviken \| \| \| \| \| \| \| Quellen: [2][3] \| \| \| \| |                             |                                            |                                            |
| Strecke (außer Betrieb) |                             | Bahnstrecke Pålsboda–Finspång von Pålsboda | Bahnstrecke Pålsboda–Finspång von Pålsboda |
| Abzweig ehemals geradeaus, ehemals nach rechts und von rechts |                             | Bahnstrecke Finspång–Norsholm von Norsholm | Bahnstrecke Finspång–Norsholm von Norsholm |
| Betriebs-/Güterbahnhof Strecke ab hier außer Betrieb | 0,0                         | Finspång (früher Pers.-Halt)               | Finspång (früher Pers.-Halt)               |
| Brücke über Wasserlauf (Strecke außer Betrieb) |                             | Finspångsån                                | Finspångsån                                |
| Blockstelle (Strecke außer Betrieb) | 1,8                         | Finspångs tegelbruk                        | Finspångs tegelbruk                        |
| Blockstelle (Strecke außer Betrieb) | 4,0                         | Butbro (Butbrosågen)                       | Butbro (Butbrosågen)                       |
| Brücke über Wasserlauf (Strecke außer Betrieb) |                             | Lotorpsån                                  | Lotorpsån                                  |
| Blockstelle (Strecke außer Betrieb) | 5,6                         | Lotorpsbruk                                | Lotorpsbruk                                |
| Blockstelle (Strecke außer Betrieb) | 6,1                         | Lotorp                                     | Lotorp                                     |
| Blockstelle (Strecke außer Betrieb) | 7,5                         | Hålldamnbron                               | Hålldamnbron                               |
| Abzweig geradeaus und von rechts (Strecke außer Betrieb) | 8,0                         | Ast. Nävsjön – ca. 800 m                   | Ast. Nävsjön – ca. 800 m                   |
| Betriebsstelle Streckenende (Strecke außer Betrieb) | 8,1                         | Yxviken                                    | Yxviken                                    |
| |                             |                                            |                                            |
| Quellen: |                             |                                            |                                            |

Die Bahnstrecke Finspång–Lotorp war eine schmalspurige Eisenbahnstrecke zwischen Finspång in Östergötland und Lotorp in Schweden. Sie hatte eine Spurweite von 891 mm und wurde von dem Unternehmer Carl Edvard Ekman 1854/1855 als Pferdebahn errichtet.

## Geschichte
1854 unternahm der Fabrikbesitzer Carl Edvard Ekman eine Initiative, um mit der Norrköping–Fiskeby Järnvägs- och Ångbåts Aktie Bolag einen effizienten Transportweg von Finspång zum Hafen von Norrköping zu schaffen. Dazu ließ er die Fiskeby Järnväg erbauen.
Ekman hatte große Expansionspläne in seiner Eisenhütte in Finspång. In den Hochöfen wurde Erz geschmolzen und das Roheisen zu Geschützen weiterverarbeitet. Er wollte seine Aktivitäten auf den Gebieten Stahl, schmiedbares Eisen und Stahlguss erweitern. Die Wasserkraft des Finspångsån wurde bereits genutzt. Die Wasserfälle in Butbro und Lotorp boten noch viel ungenutzte Wasserkraft. In Butbro wurde ein Sägewerk und ein Hobelwerk gebaut und in Lotorp wurden die alten Hüttenwerke abgerissen und durch eine neue große Eisenhütte ersetzt.
Deshalb ließ Ekman 1854/1855 aus eigenen Mitteln eine 7,5 km langen Bahnstrecke zwischen Finspång und Lotorp bauen. Die Gleise hatte U-Format und eine Spurweite von 891 mm. Die vierrädrigen Güterwagen wurden von Pferden gezogen und wurden je nach Gewicht mit zwei oder vier Pferden bespannt. Diese konnten dann eine Last von drei bis vier Tonnen auf der Schiene befördern.
Die Strecke begann in den Werkstätten in Finspång und führte zu den Verladekais und Lagerhäuser am Skutbosjön. Dort führte sie über eine hölzerne Brücke über den Finspångsån, etwa 50 Meter westlich des Aurora-Pavillons. Der Streckenverlauf ging über Butbro und eine hölzerne Brücke über den Lotorpsån nach Lotorp. Dort führte ein Anschlussgleis zu einem Güterschuppen am Herrgården und ein weiteres zu einer Dampfsäge gegenüber dem Badeplatz. Dann erreichte das Gleis den Verladekai am Fluss, ein weiteres erschloss die alte Schmelzwanne unterhalb der Fischerei.
Die Västra stambanan Stockholm–Göteborg wurde 1862 in Betrieb genommen. Auf Carl Ekmans Initiative wurde die private Bahnstrecke Pålsboda–Finspång gebaut, sie wurde 1874 fertiggestellt. Im gleichen Jahr wurde die 20 Jahre alte Pferdebahn nach Lotorp abgerissen und eine neue Strecke auf demselben Planum mit dem gleichen Standard wie die Strecke Finspång–Pålsboda gebaut. Dies beinhaltete neue, mehr belastbare Brücken über die Flüsse. Die Pferde wurden durch die Dampflokomotive LOTORP (Kristinehamns Mekaniska Verkstad, Nr. 12/1875, Achsfolge C 2 t) ersetzt. Neue Güterwagen mit einer Kapazität von sechs Tonnen wurden beschafft, aber bald durch noch größere Fahrzeuge ersetzt, als die Hütte expandierte.
Nach Lotorp wurden Roheisen, Schrott, Kalk, Quarzstein und Lebensmittel wie Heringsfässer und Zuckersäcke transportiert. In der Gegenrichtung wurden Eisen, Stahlplatten, Stahlgussteile, Schmiedeeisen und Schnittholz befördert. Dabei waren bis zu drei Fahrten am Tag mit etwa zwanzig Güterwagen notwendig.
1861 besuchte König Carl XV. die Gegend um Finspång und unternahm eine Vergnügungsfahrt auf der Lotorpsbanan. Personenverkehr wurde aber sonst nur an den Markttagen in Finspång zweimal im Monat auf eigene Gefahr im offenen Wagen durchgeführt. Sonst sind nur zwei Sonderzüge mit normalen Personenwagen bekannt: bei einem Zug zu einem Wohltätigkeitsfußballspiel rammte der Zug am Spikbruksövergången ein Auto, zwei Menschen starben. Das zweite Mal war am Tag des Kindes (Barnens Dag) im Jahr 1954. Dieser Zug wurde Bumerangen genannt.
Zwischen 1915 und 1919 endete die Eisenverarbeitung in Lotorp und die Beförderung von Eisen- und Stahlprodukten ging zu Ende. Das Sägewerk in Yxviken wurde 1918 erbaut und die Bahnstrecke verlängert. In Lotorp wurden dann große Mengen Holzschnitzel verladen. 1916 gab es auch Pläne, Personenverkehr nach Lotorp durchzuführen. Dafür wurde ein Personenwagen für 30 Personen erworben und ein Umbau der Strecke bei Butbro durchgeführt. Später wurde der Busverkehr ein starker Konkurrent der Bahn. Lastwagen, die einen direkten Transport ermöglichten, machten dem Schienenverkehr zu schaffen.
1962 war das Ende der Bahnstrecke gekommen, die Schienen wurden abgebaut.